# Leonard H. Stringfield
Leonard Stringfield (1920–1994) là một Nhà nghiên cứu UFO người Mỹ đặc biệt quan tâm đến những câu chuyện về chiếc đĩa bay bị rơi. Ông qua đời vào năm 1994.

## Tiểu sử
Stringfield từng tham gia Thế chiến II với tư cách là một sĩ quan phục vụ trong cơ quan tình báo quân sự. Sau khi kết thúc chiến tranh, ông gia nhập hãng Dubois Chemicals, một ngành công nghiệp sản xuất quốc tế thuộc Tập đoàn Chemed có trụ sở tại Cincinnati, với thời gian làm việc kéo dài tới 31 năm và trở thành Giám đốc Quan hệ Công chúng và Dịch vụ Tiếp thị. Quan tâm đến UFO từ những năm 1950, ông đã viết nhiều cuốn sách và ấn phẩm về chủ đề này và được kêu gọi cộng tác với Ủy ban Condon. Nghỉ hưu năm 1981, ông dành toàn bộ thời gian cho việc nghiên cứu UFO và còn tự xuất bản cuốn Status Reports viết về "những vụ thu hồi mảnh vỡ" UFO cho đến cuối đời. Ông qua đời ngày 18 tháng 12 năm 1994 sau một thời gian dài chống chọi với căn bệnh ung thư phổi.

## Nghiên cứu UFO

Hình bìa cuốn sách Situation Red năm 1977 của Leonard H. Stringfield, đuọc xem là tác phẩm nổi tiếng nhất của ông về UFO.

Stringfield cho biết ông đã nhìn thấy UFO lần đầu tiên vào năm 1945 tại Nhật Bản, gần Iwo Jima, ba ngày trước khi kết thúc chiến tranh, trong khi ông đang ở trên một chiếc máy bay C-46 cùng với 12 chuyên gia không quân khác. Cuộc chạm trán để lại ấn tượng khó quên trong lòng ông đến mức ông đã cố gắng quên khuấy nó đi, nhưng vào đầu những năm 1950 ông trở nên hứng thú với lĩnh vực nghiên cứu UFO vì sự khao khát kích động bởi nhiều vụ chứng kiến UFO ở Mỹ kể từ cuối những năm 1940. Stringfield đã bị thuyết phục rằng Foo fighter được các phi công nhìn thấy trong chiến tranh và những trường hợp UFO sau đó đều cùng nói về một thứ và chúng có lẽ là các phi thuyền có nguồn gốc ngoài Trái Đất.
Năm 1954, ông thành lập một hiệp hội nghiên cứu về UFO mà ông gọi là Cơ quan Nghiên cứu Dân sự Vật thể bay Liên hành tinh (Civilian Research, Interplanetary Flying Objects viết tắt CRIFO), và xuất bản một bản tin hàng tháng gọi là ORBIT, thu hút sự chú ý của nhà báo đài phát thanh Frank Edwards, người đã mời Stringfield tham gia vào một chương trình phát thanh, giới thiệu Stringfield và hiệp hội của ông đến với công chúng.  Năm 1955, Bộ Tư lệnh Phòng không Tiểu bang Ohio đã đề nghị ông cộng tác việc phân tích các vụ chứng kiến UFO ở phía tây bắc của bang này. Cùng năm đó, ông nhận được từ vị đại úy Edward J. Ruppelt, cựu giám đốc của Dự án Blue Book, yêu cầu cung cấp thông tin cho cuốn sách mà Ruppelt đang viết. Stringfield kể lại trải nghiệm trong thời gian làm việc trong ngành hàng không vũ trụ qua hai cuốn sách do chính ông viết.
Năm 1957, ông trở thành cố vấn quan hệ công chúng cho nhóm UFO dân sự NICAP dưới sự điều hành của Donald Keyhoe, một người bạn của ông từ năm 1953; cùng năm đó, ông xuất bản cuốn sách đầu tiên về UFO có tựa đề Inside Saucer Post. Từ năm 1967-1969, Stringfield đóng vai trò như một "Điều phối viên Cảnh báo Sớm" (Early Warning Coordinator) cho Ủy ban Condon, tiến hành việc phân tích các trường hợp chứng kiến UFO được báo cáo ở phía tây nam Ohio. Năm 1972, ông rời khỏi NICAP và tiếp tục công việc điều tra UFO của riêng mình, xử lý đặc biệt với cái gọi là khôi phục tàu vũ trụ ngoài hành tinh và các thi thể của người ngoài hành tinh. Sau đó, ông cộng tác với các hiệp hội UFO quan trọng nhất tại nước Mỹ là MUFON, CUFOS và FUFOR. Năm 1977, ông xuất bản Situation Red, được giới chuyên môn đánh giá là cuốn sách nổi tiếng nhất của ông về UFO. Năm 1978, ông trình bày một bản báo cáo về sự kiện UFO tại Đại hội MUFON; trong cùng năm đó, Stringfield giữ chức cố vấn nghiên cứu UFO cho Thủ tướng Grenada Eric Gairy, người đã đề xuất với Liên Hợp Quốc thành lập một cơ quan quốc tế chuyên nghiên cứu UFO. Về sau, Stringfield lần lượt cho xuất bản các cuốn sách khác nói về UFO, kể cả cuốn sách cuối cùng vào năm 1994 là năm ông qua đời.
Năm 2012, tại hội nghị thường niên MUFON đã thông báo rằng hiệp hội vừa nhận được một món quà gồm sáu mươi tập sách bao gồm các cuộc điều tra mà Stringfield đã thực hiện trong suốt quá trình hoạt động lâu năm của ông. Giám đốc MUFON Pennsylvania, John Ventre, nói rằng MUFON có kế hoạch số hóa các tập sách nhằm tạo điều kiện thuận lợi cho việc nghiên cứu của các học giả UFO học..

## Tác phẩm xuất bản
- Inside Saucer Post...3-0 Blue: CRIFO Views the Status Quo: A Summary Report (1957)
- Situation Red, Fawcett Crest Books 1977 (PB), ISBN 0-449-23654-4
- Retrievals of the Third Kind: A case study of alleged UFOs and occupants in military custody (1978), presented as a speaker at the Ninth Annual MUFON Symposium in Dayton, Ohio, July, 1978. (Unofficially: Status Report I)[4]
- The UFO Crash/Retrieval Syndrome: Status report II: New Sources, New Data (1980)
- UFO Crash/Retrievals: Amassing the Evidence: Status Report III (1982)
- The fatal encounter at Ft. Dix-McGuire: A case study: Status Report IV (1985)
- UFO Crash/Retrievals: Is the coverup lid lifting?: Status Report V (1989)
- UFO Crash/Retrievals: The Inner sanctum: Status Report VI (1991)
- UFO Crash/Retrievals: Search for Proof in a Hall of Mirrors: Status Report VII (1994)